# Autobahnkreuz Braunschweig-Süd
Das Autobahnkreuz Braunschweig-Süd (Abkürzung: AK Braunschweig-Süd; Kurzform: Kreuz Braunschweig-Süd) ist ein Autobahnkreuz in Niedersachsen in der Metropolregion Hannover. Seit dem 1. Januar 2019 verbindet es die Bundesautobahn 39 (Hamburg – Salzgitter) mit der Bundesautobahn 36 (Braunschweig – Vienenburg – Halle (Saale)), die hier allerdings zunächst als B4 beschildert ist. Zuvor stellte sie den Beginn der Bundesautobahn 395 dar.

## Geographie
Das Autobahnkreuz liegt auf dem Stadtgebiet von Braunschweig, im Stadtteil Heidberg-Melverode. Nächstgelegene Stadtteile sind Viewegsgarten-Bebelhof, Westliches Ringgebiet und Südstadt-Rautheim-Mascherode. Es befindet sich etwa 4 km südlich der Braunschweiger Innenstadt, etwa 7 km nördlich von Wolfenbüttel und etwa 15 km nordöstlich von Salzgitter.
In direkter Nähe befindet sich zudem die Oker, die von der A 39 in Richtung Westen unmittelbar nach Verlassen des Autobahnkreuzes überquert wird.
Das Autobahnkreuz Braunschweig-Süd trägt auf der A 36 die Nummer 1, auf der A 39 die Anschlussstellennummer 34.

## Bauform und Ausbauzustand
Beide Autobahnen verfügen über jeweils vier Fahrstreifen. Die Verbindungsrampen sind einspurig ausgeführt. Eine Besonderheit sind die in Mittellage zwischen den Richtungsfahrbahnen der A 36 verlaufenden Gleise der Braunschweiger Straßenbahn.
Das Autobahnkreuz wurde als Kleeblatt angelegt.

## Verkehrsaufkommen
| Von                              | Nach                                  | Durchschnittliche tägliche Verkehrsstärke | Anteil Schwerlastverkehr |
| -------------------------------- | ------------------------------------- | ----------------------------------------- | ------------------------ |
| AS Sickte (A 39)                 | AK Braunschweig-Süd                   | 49.300                                    | 7,0 %                    |
| AK Braunschweig-Süd              | AD Braunschweig-Südwest (A 39)        | 78.500                                    | 6,7 %                    |
| AS Wolfenbütteler Straße (L 295) | AK Braunschweig-Süd                   | keine Daten                               | keine Daten              |
| AK Braunschweig-Süd              | AS Braunschweig-Heidberg (A 36/A 395) | 53.800                                    | 4,4 %                    |